# Steatoda nigrimaculata
Steatoda nigrimaculata är en spindelart som beskrevs av Zhang, Chen och Zhu 200. Steatoda nigrimaculata ingår i släktet vaxspindlar, och familjen klotspindlar. Inga underarter finns listade i Catalogue of Life.